# Народна библиотека Пожега
Народна библиотека Пожега основана је 1869. године у Пожеги, и најстарија је културна установа у вароши. У овој установи радили су много познати грађани Србије, као на пример песник Момчило Тешић.

## Опште одлике библиотеке
Радници Народне библиотеке у Пожеги заједно са осталим људима из јавних установа пишу часопис „Пожешки годишњак“ који излази на сваких годину дана. До сада их је било девет.
Народна библиотека Пожега броји 9 радника који су распоређени у две смене. У библиотеци се налаз 7 просторија које су увек на услузи радозналим читаоцима: То су завичајно одељење, позајмно одељење, научно одељење, дечје одељење, читаоница, директор, рачуноводство.
Библиотекари су веома високо опремљени дипломама и знањем. Већина њих је магистрирала и завршила факултете. Народна библиотека у Пожеги труди се да својим читаоцима обезбеди квалитетан приступ књигама. Створили су једну велику комуникацију са библиотеком из Немачке, са којом размењују информације. Библиотекари са дечјег одељења за распусте организује зимске и летње програме читања, при чему децу све више заинтересују за књиге.